# Adéla Bruns
Adéla Bruns (* 5. Februar 1987 in Gottwaldov als Adéla Sýkorová) ist eine tschechische Sportschützin.

## Erfolge
Adéla Bruns nahm dreimal an Olympischen Spielen teil: Bei den Olympischen Spielen 2008 in Peking belegte sie mit dem Kleinkalibergewehr im Dreistellungskampf den 19. Platz. 2012 qualifizierte sie sich  in London mit dem Kleinkalibergewehr mit 584 Punkten für das Finale, in dem sie weitere 99 Punkte erzielte. Mit insgesamt 683 Punkten belegte sie hinter Jamie Lynn Gray und Ivana Maksimović den dritten Rang und erhielt so die Bronzemedaille. Im Wettbewerb mit dem Luftgewehr erreichte sie den 31. Platz. Die Olympischen Spiele 2016 in Rio de Janeiro schloss sie mit dem Luftgewehr auf Rang 32 ab, während sie im Dreistellungskampf erneut das Finale erreichte. Nach 40 Schuss hatte sie 404,3 Punkte erzielt und schied als Gesamtsiebte aus.